# Evropská silnice E43
Evropská silnice E43 je evropskou silnicí 1. třídy. Začíná v německém Würzburgu a končí ve švýcarské Bellinzoně. Celá trasa měří 495 kilometrů. E43 patří k nejdůležitějším silnicím překonávajícím Alpy.

## Trasa
- Německo
  - Würzburg – Kitzingen – Feuchtwangen – Ulm – Memmingen – Wolfertshofen – Wangen im Allgäu – Lindau – Kitzingen

- Rakousko
  - Hörbranz – Bregenz – Höchst

- Švýcarsko
  - St. Margarethen – Chur – San Bernardino – Tamins – Bellinzona

## Galerie

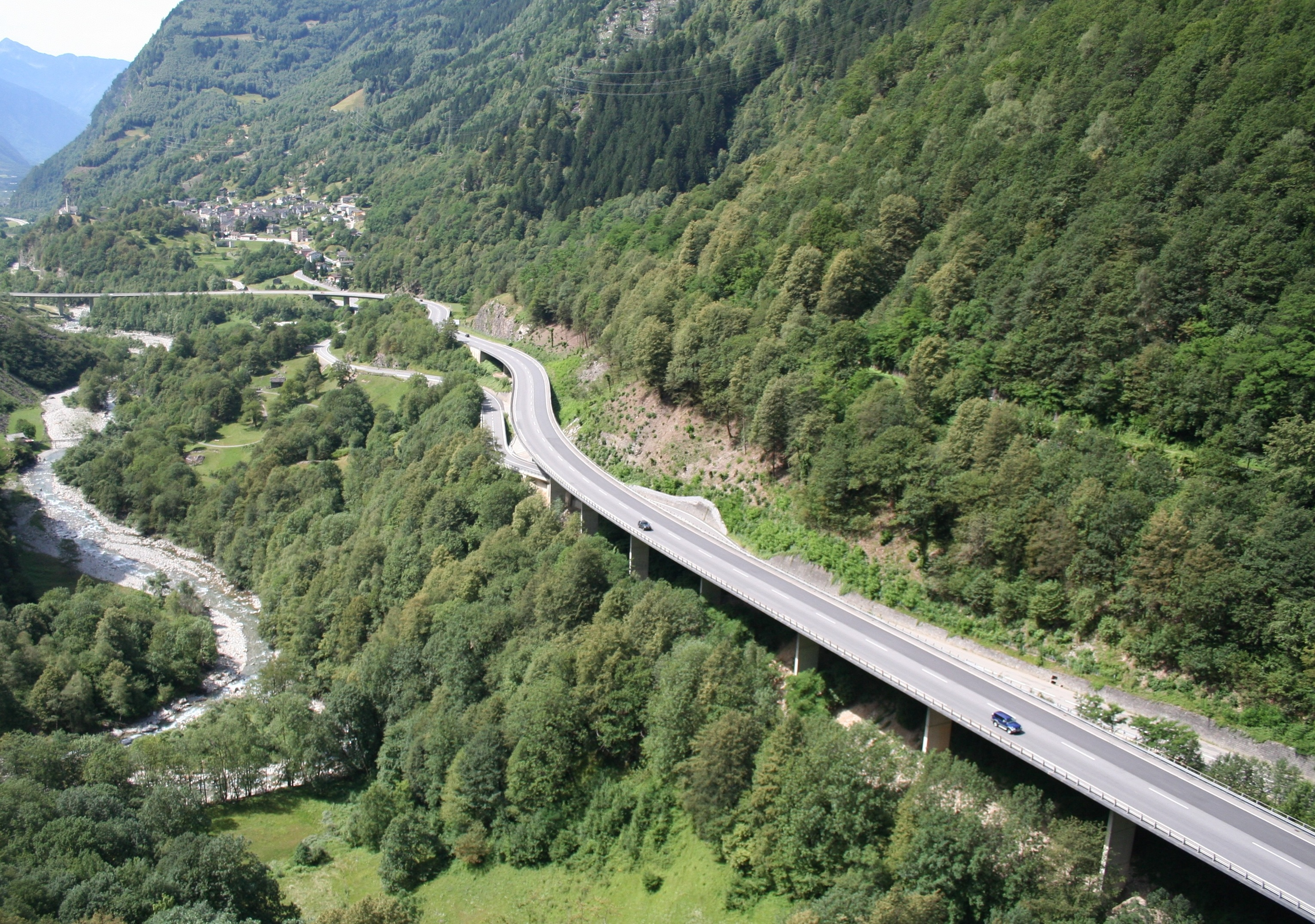
E43 ve Švýcarsku
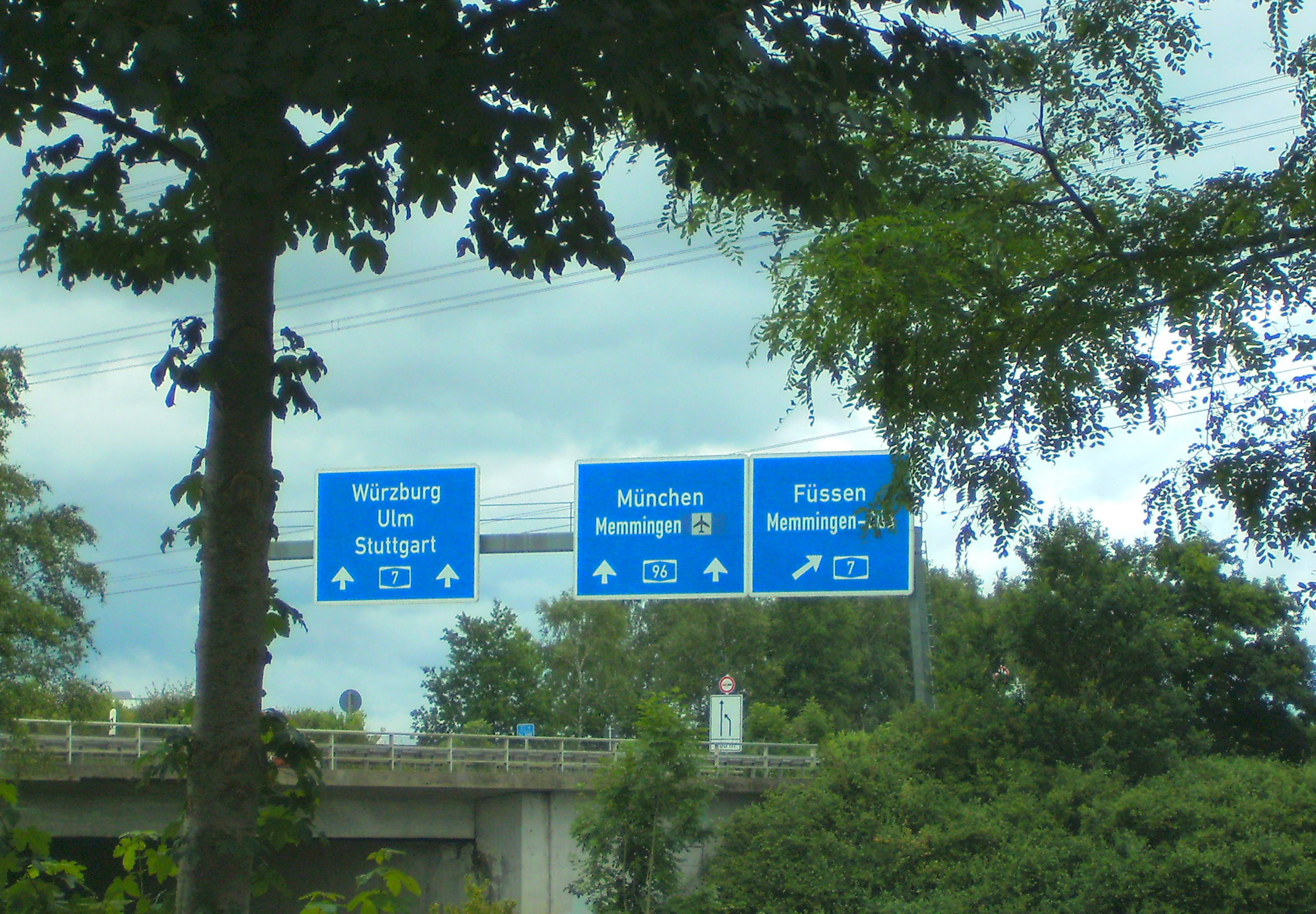
E43 jako německá dálnice A96
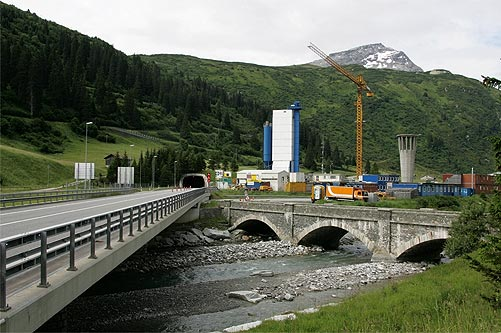
E43 ve Švýcarsku
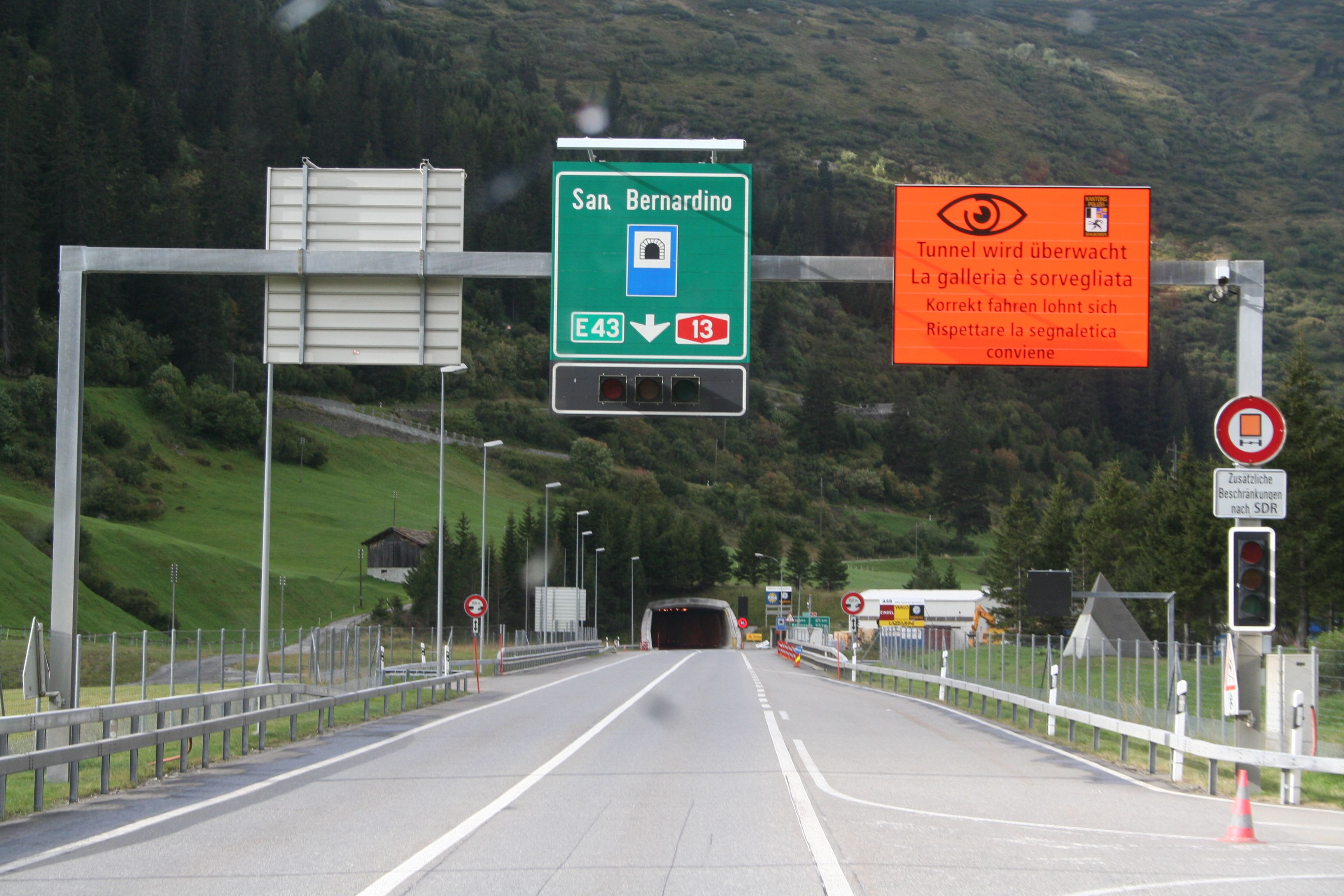
E43 ve Švýcarsku